# 60 James Watt Street

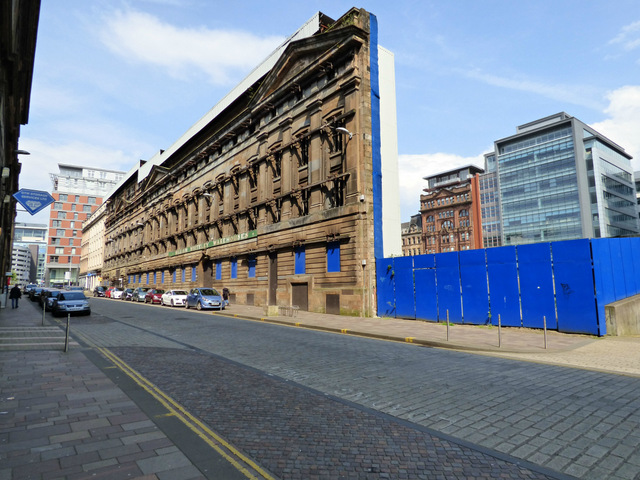
60 James Watt Street

Unter der Adresse 60 James Watt Street, eigentlich 44–72 James Watt Street, in der schottischen Stadt Glasgow befindet sich ein Geschäftshaus. 1966 wurde das Bauwerk als Einzeldenkmal in die schottischen Denkmallisten in der höchsten Denkmalkategorie A aufgenommen.

## Geschichte
Das Gebäude wurde um 1863 für das Handelsunternehmen von Thomas Mann erbaut. Es wurde als Kornlager genutzt. Es bestehen zahlreiche Parallelen zu dem nebenliegenden Gebäude 72 James Watt Street, das wenige Jahre älter ist. 1995 wurde das Gebäude mit Ausnahme der Fassade abgebrochen. 2007 wurde es in das Register gefährdeter denkmalgeschützter Bauwerke in Schottland aufgenommen. Zwei Jahre später wurde ein Vorhaben zur Errichtung eines modernen Geschäftsgebäudes hinter der erhaltenen Fassade aufgegeben. Ein Stützgerüst stabilisiert die Fassade.

## Beschreibung
Das Gebäude steht inmitten der James Watt Street (A814) südwestlich des Glasgower Stadtzentrums nahe dem Clyde-Ufer. Schräg gegenüber befinden sich die Atlantic Apartments. Die hohe, westexponierte Hauptfassade des dreistöckigen Gebäudes ist klassizistisch ausgestaltet. Sie ist 13 Achsen weit. Im Bereich des Erdgeschosses ist das Mauerwerk rustiziert; die Fenster schließen dort mit Segmentbögen. Mittig befindet sich das rundbögige Eingangsportal mit seinem als Konsole gearbeiteten Schlussstein. Aus der Fassade treten zu beiden Seiten Eckrisalite leicht heraus. Entlang des hohen ersten Obergeschosses sind sie mit dorischen Pilastern gestaltet. Diese tragen ein Gebälk, dessen stilisierter Triglyphenfries sich entlang der gesamten Fassade zieht. Das abschließende Kranzgesims kragt weit aus.